# إيما فيلاراساو
إيما فيلاراسو توماس (بالإسبانية: Emma Vilarasau Tomàs)هي ممثلة المسرح والسينما والتلفزيون الإسبانية. ولدت في 6 أبريل 1959 في سانت كوجات ديل فاليس، إسبانيا.

## روابط خارجية
- إيما فيلاراساو على موقع IMDb (الإنجليزية)
- إيما فيلاراساو على موقع ألو سيني (الفرنسية)
- إيما فيلاراساو على موقع أول موفي (الإنجليزية)
- إيما فيلاراساو على موقع قاعدة بيانات الفيلم (الإنجليزية)
- إيما فيلاراساو على موقع كينوبويسك (الروسية)